# 4us
4us (spreek uit: Virus) is het vierde studioalbum van de Nederlandse popgroep Doe Maar. Het album verscheen in 1983 toen de groep op het hoogtepunt van haar populariteit was. 

## Achtergrond
De nummers werden in november en december 1982 opgenomen in de Telstar Studio van Johnny Hoes in Weert. De plaat werd uitgebracht in maart 1983 en was in de voorverkoop al dubbel platina. 4us verscheen als elpee, maar tegelijkertijd als compact cassette en als cd. Dit laatste was een primeur: 4us was het eerste album van Nederlandse bodem waarvan de muziek op cd verscheen. Doordat Doe Maar na het versturen van de opnames voor cd-persing nog aan de opnames verder werkte, ontstonden er wel verschillende versies van de plaat. Het album kwam 26 maart binnen in de Nederlandse albumlijsten en behaalde er de eerste plaats. Ook bij de reünie van de groep in 2000 stond 4us een week in de top 100.
Ten tijde van de opnames van de muziek was Doe Maar al ongekend populair in Nederland geworden. De vier bandleden, en met name Henny Vrienten en Ernst Jansz, konden niet meer rustig over straat lopen zonder te worden aangeklampt door jeugdige vrouwelijke fans. Deze idolatie had van de groep een "bange" band gemaakt; de leden wisten niet goed met hun roem om te gaan. Dit kwam op 4us met name terug in het nummer met de veelzeggende titel 1 nacht alleen. Het laatste couplet is een opsomming van meisjesnamen, die in een veel geciteerd moment op het live-album Lijf aan lijf (herfst 1983) door een enthousiast koor van honderden jonge meisjes werd gescandeerd, “Sylvia Jeanette Natalie en Fien, Elsje Truusje Truus Babette Betsie en Sabine, Greet Margreet Marie Marij en Angeline, Mies Marjan Marjo Marlijn en kleine Tine”.

Drummer Jan Pijnenburg, die herstellende was van een zwaar auto-ongeluk in april 1982, kon niet deelnemen aan de sessies. Doe Maar gebruikte daarom voor het album Henny Vrientens Linn drumcomputer. Voor de live drums deed Doe Maar een beroep op René van Collem, die eerder vanwege drugsproblemen ontslagen was. Hoewel Van Collem bij de andere drie bandleden genoemd wordt als muzikant op het album, wordt er elders op de hoes vermeld: “DOE MAAR bestaat uit: Ernst Jansz, Jan Hendriks, Henny Vrienten, Jan Pijnenburg.” Op de hoes zijn geen foto's opgenomen van de bandleden en Van Collem nam ook geen deel aan de promotionele activiteiten rond het album.
Op 26 februari 1983 verscheen Pa als eerste single van 4us. Op 12 maart bereikte de single de nummer-1-positie in de Nederlandse Top 40 en stond 2 weken aan kop. Het was hun tweede en tevens laatste nummer-1-hit.

## Verschillende mixen
Er zijn twee verschillende mixen van de plaat in omloop. De reden hiervoor ligt in de introductie van de compact disc. In 1982 werd het album The Visitors van ABBA het eerste album dat internationaal op cd werd uitgebracht. In Nederland kreeg het destijds erg populaire Doe Maar de eer. 
Nadat de plaatopnames van het album 4us waren afgerond, kreeg de band te horen dat het voor de cd nodig was de plaat opnieuw te mixen. Waar de band er normaal gesproken enkele dagen werkte aan de eindmixen, was er dit keer slechts één dag uitgetrokken. Ernst Jansz, Henny Vrienten en Jan Hendriks mixten de plaat met technicus Erwin Musper vervolgens opnieuw af in een sessie die tot diep in de nacht duurde. Deze mix werd door platenmaatschappij Telstar verstuurd voor persing op cd in West-Duitsland. Hierdoor ontstonden er grote verschillen tussen de persingen op cd en op vinyl en cassetteband. Zo is het intro van Doe maar net alsof, waarmee de plaat opent, op de lp-versie langer en voorzien van extra gitaren en is het nummer Nachtzuster, dat volgens Vrienten te langzaam was uitgepakt, versneld op de lp-versie waardoor het in een andere toonsoort staat.
Voor de herpersingen van het album greep Telstar echter terug op de cd-mix, waardoor de lp-mix van Doe Maar, die juist door fans geprezen werd, steeds meer uit de roulatie raakte. Voor het verzamelalbum Doe Maar de beste uit 1991 werd echter weer gebruik gemaakt van nummers uit de lp-mix, waardoor enkele nummers uit die mix ook weer beschikbaar kwamen. In 1999, rond de eerste reünie van de band, bracht Telstar wederom een grote persing met de cd-mix uit. In 2008 werden, onder supervisie van Ernst Jansz, alle albums van Doe Maar in geremasterde vorm uitgegeven. Voor deze remasters gebruikte Jansz de lp-mix, die hierdoor weer voor een groot publiek beschikbaar kwam.
In De doos van Doe Maar, een oeuvreoverzicht op cd en dvd dat Top Notch uitgaf in 2012, zijn beide versies van het album opgenomen.

## Ontvangst
Aanvankelijk verkocht 4us zeer goed, maar na verloop van tijd kwamen sommige ouders de plaat toch terugbrengen naar de platenzaak. Dit kwam door een paar felle nummers met onverbloemde teksten, zoals Je loopt je lul achterna en Heroïne, waarin voluit werd gevloekt. Zij vonden het ongepast dat hun kinderen naar deze nummers luisterden. In andere gezinnen zagen ouders een gelegenheid om zaken als relaties, seks en drugs bespreekbaar te maken. De thema's bouwden voort op de onderwerpen die aan bod kwamen op de voorgaande albums, zo ook de politiek in Doe maar net alsof ("je neus bloedt"), waaruit bleek hoe de groep zich was blijven ontwikkelen. De benadering was nu duidelijk evenwichtiger, en zowel tekstueel als muzikaal meer volwassen.

## Bezetting
- Henny Vrienten - basgitaar, zang
- Ernst Jansz - toetsen, zang
- Jan Hendriks - elektrische gitaar, zang
- René van Collem - drums, zang

Gastmusici:
- Conny Peters - saxofoon op Bang
- Joost Belinfante - trombone op Alles gaat voorbij

## Titel en hoes
Ernst Jansz verklaarde in 2008 de titel van het album. Jansz, Vrienten en Hendriks besloten na het commerciële Doris Day en andere stukken een andere aanpak te kiezen en een album te maken voor de band zelf en diens vrienden. Ze besloten de plaat 4us te noemen, naar het Engelse For us, voor ons. Daar speelde ook mee dat de band uit vier leden bestond en er een woordspeling ontstond doordat de titel in het Nederlands gelezen kon worden als virus.
Op de binnenhoes van de elpee zijn de liedteksten afgedrukt. Daarop viel te lezen dat de band naast de albumtitel nog meer alternatieve spellingswijzen van het Nederlands toepaste, zoals "Je leest in je krantje dat ut, allemaal uit de hand loopt" en "Ik loop mun lul achterna".
De stijl voor de hoes, die ook gebruikt werd voor de singles, werd ontworpen door Hans Toonen en uitgewerkt door Hans Wientjes (de buitenzijde) en Ansje Thèpass (de binnenhoes, voorzien van alle teksten) in een studio in Boxmeer, gebaseerd op de inmiddels traditionele Doe Maar-kleuren fosforgroen en zuurstokroze en een viertal stoere puberale poses van het 25-jarige fotomodel Inge Timmermans uit Venlo.

## Nummers
| Nr. | Titel                    | Schrijver(s)   | Duur |
| --- | ------------------------ | -------------- | ---- |
| 1.  | Doe maar net alsof       | Henny Vrienten | 6:10 |
| 2.  | Je loopt je lul achterna | Henny Vrienten | 4:52 |
| 3.  | Lajeninaja               | Ernst Jansz    | 3:30 |
| 4.  | Nooit meer slapen        | Ernst Jansz    | 4:05 |
| 5.  | Nachtzuster              | Henny Vrienten | 3:43 |

| Nr. | Titel                  | Schrijver(s)                 | Duur |
| --- | ---------------------- | ---------------------------- | ---- |
| 1.  | Zoek het zelf maar uit | Ernst Jansz                  | 3:03 |
| 2.  | 1 nacht alleen         | Henny Vrienten               | 3:59 |
| 3.  | Bang                   | Henny Vrienten, Jan Hendriks | 3:49 |
| 4.  | Heroïne                | Ernst Jansz                  | 2:57 |
| 5.  | Pa                     | Henny Vrienten               | 3:41 |
| 6.  | Alles gaat voorbij     | Ernst Jansz, Jan Hendriks    | 4:05 |
| 7.  | Walska                 | Ernst Jansz                  | 1:20 |

## Hitnotering
| "4us" in de Nederlandse Album Top 100 - binnen: 26-03-1983 | "4us" in de Nederlandse Album Top 100 - binnen: 26-03-1983 | "4us" in de Nederlandse Album Top 100 - binnen: 26-03-1983 | "4us" in de Nederlandse Album Top 100 - binnen: 26-03-1983 | "4us" in de Nederlandse Album Top 100 - binnen: 26-03-1983 | "4us" in de Nederlandse Album Top 100 - binnen: 26-03-1983 | "4us" in de Nederlandse Album Top 100 - binnen: 26-03-1983 | "4us" in de Nederlandse Album Top 100 - binnen: 26-03-1983 | "4us" in de Nederlandse Album Top 100 - binnen: 26-03-1983 | "4us" in de Nederlandse Album Top 100 - binnen: 26-03-1983 | "4us" in de Nederlandse Album Top 100 - binnen: 26-03-1983 | "4us" in de Nederlandse Album Top 100 - binnen: 26-03-1983 | "4us" in de Nederlandse Album Top 100 - binnen: 26-03-1983 | "4us" in de Nederlandse Album Top 100 - binnen: 26-03-1983 | "4us" in de Nederlandse Album Top 100 - binnen: 26-03-1983 | "4us" in de Nederlandse Album Top 100 - binnen: 26-03-1983 | "4us" in de Nederlandse Album Top 100 - binnen: 26-03-1983 | "4us" in de Nederlandse Album Top 100 - binnen: 26-03-1983 | "4us" in de Nederlandse Album Top 100 - binnen: 26-03-1983 | "4us" in de Nederlandse Album Top 100 - binnen: 26-03-1983 | "4us" in de Nederlandse Album Top 100 - binnen: 26-03-1983 | "4us" in de Nederlandse Album Top 100 - binnen: 26-03-1983 | "4us" in de Nederlandse Album Top 100 - binnen: 26-03-1983 |
| Week                                                       | 1                                                          | 2                                                          | 3                                                          | 4                                                          | 5                                                          | 6                                                          | 7                                                          | 8                                                          | 9                                                          | 10                                                         | 11                                                         | 12                                                         | 13                                                         | 14                                                         | 15                                                         | 16                                                         | 17                                                         | 18                                                         | 19                                                         | 20                                                         | 21                                                         |                                                            |
| ---------------------------------------------------------- | ---------------------------------------------------------- | ---------------------------------------------------------- | ---------------------------------------------------------- | ---------------------------------------------------------- | ---------------------------------------------------------- | ---------------------------------------------------------- | ---------------------------------------------------------- | ---------------------------------------------------------- | ---------------------------------------------------------- | ---------------------------------------------------------- | ---------------------------------------------------------- | ---------------------------------------------------------- | ---------------------------------------------------------- | ---------------------------------------------------------- | ---------------------------------------------------------- | ---------------------------------------------------------- | ---------------------------------------------------------- | ---------------------------------------------------------- | ---------------------------------------------------------- | ---------------------------------------------------------- | ---------------------------------------------------------- | ---------------------------------------------------------- |
| Nummer                                                     | 11                                                         | 1                                                          | 1                                                          | 1                                                          | 1                                                          | 1                                                          | 3                                                          | 3                                                          | 4                                                          | 4                                                          | 6                                                          | 6                                                          | 8                                                          | 11                                                         | 14                                                         | 20                                                         | 23                                                         | 32                                                         | 34                                                         | 42                                                         | 46                                                         | uit                                                        |